# Rosalba Carriera
Rosalba Carriera (Velence, 1675. október 7. –  Velence, 1757. április 15.) itáliai festőnő, a rokokó képviselője volt.

## Élete
Alsó-középosztálybeli családban született. Édesanyja csipkeveréssel foglalkozott, Rosalba gyerekkorában ehhez készített mintákat.
Ebben az időben jött divatba a tubákolás. Hamarosan tubákosszelencék díszítésére kapott megbízást. Ő volt az első, aki elefántcsontra festett miniatúrákat ilyen célokra. Ez a munkája fokozatosan fejlődött át miniatűr portrék készítésébe. Ő vezette be a pasztell alkalmazását ezen téren. Az ilyen képeket akkoriban – fénykép nem lévén – például a szerelmesek ajándékozták egymásnak. Egyre több gazdag megrendelője akadt. Korai portréi között megfestette II. Miksa bajor uralkodót; IV. Frigyes dán királyt, II. (Erős) Ágost lengyel királyt, szász választófejedelmet, velencei udvarhölgyek egész sorát, valamint önarcképét Naneta nővérének képmásával kombinálva, amely ma az Uffizi képtárban látható.
1721-ben Párizsba utazott anyjával, két nővérével és sógorával. Ekkorra művei már nagy népszerűségnek örvendtek. Megfestette a királyt és a trónörököst, a párizsi társasági élet személyiségeit. Közfelkiáltással választották meg a párizsi Francia Királyi Festészeti és Szobrászati Akadémia tagjává. Nővérei segítettek neki a megrendelt portrék százainak elkészítésében. Később itáliai városokban, majd Bécsben dolgozott; utána hosszabb időt töltött a varsói királyi udvarban. Itt készült képei adják az alapját a műveiből a drezdai Régi Mesterek Galériájában (Gemäldegalerie Alte Meister) található nagy gyűjteménynek.
Magánélete szomorúan alakult. Nem tudott férjhez menni, és időskorában szürkehályog támadta meg látását. Több operációnak is alávetette magát, de ezek sikertelenek maradtak. Egész családját túlélte, és haláláig szegényen és elhagyatottan tengődött egy kis velencei házban.

## Művészete
Portréi magas színvonalúak, bár a kor szokásainak megfelelően természetesen hízelgőek voltak a megrendelőre nézve. Általában mellképeket festett, a törzs kissé elfordulva, az arc pedig a néző felé tekint. Nagy tehetséggel, aprólékosan reprodukálta a ruházat szövetét, mintázatát, a csipkét, aranyszövést, szőrméket – azaz megrendelői pompakedvelő életét.